# Detracia strigosa
Detracia strigosa is een slakkensoort uit de familie van de Ellobiidae. De wetenschappelijke naam van de soort is voor het eerst geldig gepubliceerd in 1900 door Martens.